# RUAG Cobra
RUAG Cobra ist ein 120-mm-Panzermörser-System, das Anfang 2015 vom Schweizer Unternehmen RUAG vorgestellt wurde. Es soll in der Schweizer Armee auf der Basis des Schützenpanzers Piranha als 12 cm Mörser 16 eingesetzt werden.

## Eigenschaften
Das Mörsersystem kann in unterschiedliche Plattformen integriert werden und im MRSI-Verfahren (multiple rounds simultaneous impact, zu deutsch etwa: mehrere Schüsse, gleichzeitiger Einschlag – durch unterschiedlich lange, vorher berechnete Flugbahnen) schiessen. Mit der halbautomatischen Ladevorrichtung können innerhalb von 20 Sekunden 4 Schuss abgefeuert werden. Kurzzeitig kann eine Feuerfolge von 10 Schuss pro Minute erreicht werden. Danach muss die Schussfolge infolge der thermischen Beanspruchung des Mörserrohres auf 6–8 Schuss pro Minute reduziert werden. Das Richten des Glattrohrmörsers erfolgt dabei, im Gegensatz zum aufgegebenen Vorgängerprojekt Bighorn, nicht hydraulisch, sondern elektrisch. Die halbautomatisierte Ladevorrichtung kann optional weggelassen werden.

## Entwicklung und Beschaffung
RUAG entwickelte den Mörser ab 2012 auf eigene Kosten und hatte zum Zeitpunkt der ersten öffentlichen Präsentation noch keinen Kunden für das System.
Nachdem die Schweizer Armee den Minenwerferpanzer 64/91 im Jahr 2009 ausser Dienst gestellt hatte, benötigte sie einen neuen mobilen Mörser. In einer ersten Phase wurden verschiedene Mörser evaluiert, wobei der Patria NEMO aus Finnland den Zuschlag bekam. Aufgrund einer Intervention der RUAG wurde daraufhin von Korpskommandant André Blattmann das Lastenheft für den neuen Mörser dahingehend angepasst, dass der Cobra von der schweizerischen RUAG den Zuschlag bekam. Daraufhin wurde mit dem Rüstungsprogramm 2016 der Cobra für die Schweizer Armee beschafft. Die Beschaffung war sowohl im Ständerat als auch im Nationalrat seitens der Sozialdemokratischen Partei umstritten. Anträge auf Kürzung oder Streichung der Beschaffung wurden aber von der Parlamentsmehrheit abgelehnt. Auch die Eidgenössische Finanzkontrolle kritisierte die Kosten, das Auswahlverfahren und die Verzögerungen der Beschaffung. Die Anforderungen der Armee seien während der Beschaffung mehrmals an die Möglichkeiten der RUAG angepasst worden.
Im April 2020 bestätigte das Bundesamt für Rüstung das Erreichen der Kriterien für die Truppentauglichkeit und im August 2020 bescheinigte die Armee dem System die Truppentauglichkeit. Im Oktober 2020 berichtete die NZZ, dass armeeinterne Prüfberichte 120 Fehler mit der Beurteilung "nicht truppentauglich" aufgezeigt hätten. So könne der Mörser etwa bei schlechtem Wetter nur bedingt eingesetzt werden, weil Wasser ins Fahrzeuginnere eindringe und die Elektronik sowie die Pulverladungen beschädigen könne. Zudem könne die Waffe entgegen den Anforderungen nicht in alle Richtungen schiessen, so dass zum Wechsel der Schussrichtung das Fahrzeug verschoben werden muss.
Aufgrund dieser Mängel musste der Mörser 16 mehrmals nachgebessert werden und die angedachte Einführung verzögerte sich um insgesamt 34 Monate. Im Herbst 2023 erteilte die Armasuisse schliesslich den Auftrag zur Serienfertigung von 48 Mörser 16 für die Schweizer Armee. Mit dem Mörser 16 soll die Mörsermunition der ausgedienten 12-cm-Festungsminenwerfer 1959 verwendet werden.

## Verbreitung
Oman
Erster Exportkunde des RUAG Cobra sind die omanischen Streitkräfte. Der Mörser ist dort in dem FNSS PARS III (8x8)-Radpanzer verbaut.
 Schweiz
Die Schweizer Armee hat 32 Systeme für 404 Millionen Franken beschafft, aus denen vier Batterien gebildet werden. Sie werden nach anfänglicher Verzögerung bis 2025 in Dienst gestellt. Gemäß der Investitionsplanung der Armee 2023 bis 2035 wurden im Jahr 2023 für 175 Mio. CHF eine zweite Tranche mit 16 Mörser 16 beschafft. Als Trägerfahrzeuge werden ehemalige Führungsfahrzeuge 8×8 Mowag Piranha IV umgebaut, so dass die 48 Mörser 16 ab dem Jahr 2025 einsatzbereit sind.

## Technische Daten
- Kaliber: 120 mm
- Gefechtsgewicht: 1350 kg (mit Ladevorrichtung)
- Rohrlänge: 1,60 / 2,00 m
- Höhenrichtbereich: 85°
- Seitenrichtbereich: 360°
- Schussdistanz: 8,8 km
- Zeit für Feuereröffnung: < 60 Sekunden
- Zeit für Stellungswechsel: k. A.